# 481 (numero)
Quattrocentottantuno (481) è il numero naturale dopo il 480 e prima del 482.

## Proprietà matematiche
- È un numero dispari.
- È un numero composto e i suoi  divisori sono: 1, 13, 37 e 481. Poiché la somma dei suoi divisori propri è 51 < 481, è un numero difettivo.
- È un numero semiprimo.
- È il 18° numero quadrato centrato. Quindi 481 = 18^2 + 17^2.
- È un numero palindromo e un numero ondulante nel sistema numerico esadecimale (1E1) e nel sistema di numerazione posizionale a base 20 (141).
- È un numero di Harshad (in base 10), cioè è divisibile per la somma delle sue cifre.
- È un numero ottagonale.
- È parte delle terne pitagoriche (31, 480, 481), (156, 455, 481), (185, 444, 481), (319, 360, 481), (481, 600, 769), (481, 3108, 3145), (481, 8892, 8905), (481, 115680, 115681).

## Astronomia
- 481 Emita è un asteroide della fascia principale del sistema solare.
- NGC 481 è una galassia lenticolare della costellazione della Balena.

## Astronautica
- Cosmos 481 è un satellite artificiale russo.